# Tricyclomischus celticus
Tricyclomischus celticus är en stekelart som beskrevs av Graham 1956. Tricyclomischus celticus ingår i släktet Tricyclomischus och familjen puppglanssteklar.
Artens utbredningsområde är:
- Tjeckien.
- Sverige.

Arten är reproducerande i Sverige. Inga underarter finns listade i Catalogue of Life.